# Marie Martin
 (mai 2025).
Motif : Sources attestant de la notoriété ?
- Archive Wikiwix
- Bing
- Cairn
- DuckDuckGo
- E. Universalis
- Gallica
- Google
- G. Books
- G. News
- G. Scholar
- Persée
- Qwant
- (zh) Baidu
- (ru) Yandex
- (wd) trouver des œuvres sur Wikidata

| 1. | Préciser le motif de la pose du bandeau. | Précisez le motif de la pose du bandeau en utilisant la syntaxe suivante : {{admissibilité à vérifier\|date=juin 2025\|motif=remplacez ce texte par le motif}}                    |
| 2. | Informer les utilisateurs concernés.     | Pensez à avertir le créateur de l'article, par exemple, en insérant le code ci-dessous sur sa page de discussion : {{subst:avertissement admissibilité à vérifier\|Marie Martin}} |

Pour les articles homonymes, voir Marie Martin (homonymie).
Marie Martin, née le 10 septembre 1993[Où ?]est une actrice française. Bien que n'ayant fait que deux films (Ne le dis à personne et Le Bison (et sa voisine Dorine)), elle a côtoyé des acteurs connus.

## Filmographie

### Cinéma
- 2002 : Le Bison (et sa voisine Dorine) : Léa
- 2006 : Ne le dis à personne : Margot enfant (apparaît 10 secondes)

### Télévision
- 2006 : Les Diablesses : Lucie